# Regras do Festival Eurovisão da Canção
As regras oficiais do Festival Eurovisão da Canção são longas, técnicas, e podem mudar frequentemente. Muitas das regras cobrem os aspectos técnicos da transmissão do Festival. Contudo, algumas das regras mais importantes que lidam com a conduta e resultado do Festival estão sintetizadas neste texto.

## Número de canções
Cada país no Festival Eurovisão da Canção pode enviar apenas uma canção. A final do Festival está limitada a 26 canções. Os países na final são os seguintes:
- Os "Big 5", ou "Grandes 5" (Reino Unido, França, Alemanha, Espanha, e Itália), visto que são os cinco maiores contribuidores financeiros, e são recompensados com lugares automáticos na final.
- O vencedor do ano anterior (o país anfitrião), ou o país com a pontuação mais alta, se o vencedor tiver sido um dos "Big 5".
- 10 qualificados da 1.ª Semifinal - feita na Terça-feira antes do Festival.
- 10 qualificados da 2.ª Semifinal - feita na Quinta-feira antes do Festival.

Em 2015, a Final esteve limitada a 27 canções, com a entrada da Austrália como convidado pela EBU.
No primeiro Festival, cada país podia enviar duas canções, com a duração máxima de três minutos. Hoje em dia, ainda é preciso que cada canção não exceda os três minutos, embora alguns artistas gravem uma versão mais longa, cantando depois a versão mais curta no Festival. O número de participantes tem crescido ao longo da história do Festival, e desde 1993 as regras têm mudado muitas vezes para limitar o número de finalistas e para permitir a participação dos países que aderiram mais recentemente ao certame, na maioria ex-repúblicas da União Soviética e da Jugoslávia.
A canção enviada não pode ser uma versão cover, e não é permitido usar partes do trabalho de outro artista. Todas as canções devem ser completamente originais em termos de composição e instrumentação, e não podem ter sido lançadas antes do dia 1 de outubro do ano anterior.

## Cantores
As regras atuais dizem que cada canção pode apresentar até seis pessoas em palco, e que elas devem ter pelo menos 16 anos de idade no dia da semifinal. Esta regra foi introduzida em 1990, porque dois participantes do ano anterior tinham 11 e 12 anos. Não existe nenhuma restrição na nacionalidade dos artistas, o que tem resultado em países serem representados por cantores não-nativos. Uma das vencedores mais famosas é a canadiana Céline Dion, que representou a Suíça em 1988 (no que parece ser uma tática suíça, pois em 2005 o país foi representado pelo grupo estónio Vanilla Ninja e em 2006 pelo grupo multinacional Six4one com membros de Israel, da Bósnia e Herzegovina, da Suécia, de Malta, de Portugal e da Suíça). Também deve ser notado que o cantor apenas precisa de ter 16 anos quando o evento decorre, não quando são selecionados, como foi provado em 2005 quando a integrante da banda Vanilla Ninja, Triinu Kivilaan foi escolhida para representar a Suíça, apesar de apenas ter 15 anos na altura.

## Língua
Desde o primeiro Festival em 1956 até 1965, e de novo de 1973 até 1976 não havia restrições na língua em que se cantava. De 1966 a 1972, e novamente de 1978 a 1998, as canções deviam ser cantadas numa língua nacional. A regra da língua nacional foi de facto introduzida pouco antes do Festival de 1977, mas alguns países já tinham selecionado entradas cantadas em línguas estrangeiras, e foi-lhes permitido participar sem mudanças nenhumas.
Nenhuma composição inteiramente instrumental foi alguma vez permitida no Festival. Instrumentais são considerados sinónimo de batota, e a proibição foi sempre rigidamente defendida.
Desde o Festival de 1999, a restrição foi outra vez levantada, e atualmente as canções podem ser cantadas em qualquer língua. Como resultado, muitas das canções são cantadas completa ou parcialmente em Inglês. Em 2003, a Bélgica fez uso da chamada regra de linguagem livre, e enviou uma canção, Sanomi, numa língua artificial criada especialmente para a canção. O mesmo método foi usado em 2006 pela entrada neerlandesa "Treble", cantada parcialmente numa língua imaginária, e de novo pela Bélgica com a canção O Julissi de 2008.

### Dialetos e línguas regionais
Em algumas ocasiões, dialetos de uma língua ou uma língua muito rara foram usados numa canção:
- 1971, 1996 e 2003 - A Áustria cantou em Vienês, Vorarlbergish e Steiermarkish: todos dialetos da língua alemã.
- 1972 - A Irlanda cantou em Irlandês (Gaeilge), a outra língua oficial da Irlanda.
- 1989 - A Suíça cantou em Romanche, a quarta língua oficial da Suíça.
- 1991 - A Itália cantou em Napolitano, um dialeto do Italiano.
- 1992, 1993 e 1996 - A França cantou em Crioulo, Corso e Bretão, respetivamente.
- 1999 - A Lituânia cantou em Samogiciano, um dialeto do Lituano.
- 2004 - A Estónia cantou em Võro, que é considerado por alguns como sedo um dialeto do Estónio, e por outros como uma língua separada.
- 2003, 2006 e 2008 - Em 2003, os Urban Trad da Bélgica cantaram Sanomi numa língua completamente inventada, enquanto em 2006 as participantes nnerlandesas, Treble, cantaram metade da sua canção Amambanda num idioma fictício. Em 2008, os Ishtar cantaram a sua canção, O Julissi numa língua fictícia também.
- 2012 - A Rússia cantou Party for Everybody em Udmurte, dialeto provincial da Rússia. O país foi representado pelo grupo Buranovskiye Babushki.

### Problemas com a língua
Muitos estados Europeus foram fundados em ideias de unidade linguística, e por causa do domínio por vezes mal recebido do Inglês na música pop, a língua da canção de entrada de um país na Eurovisão pode ser um assunto problemático. Algumas canções são cantadas em Inglês para receber o voto de audiências estrangeiras, contudo isto é por vezes considerado não-patriótico. Em anos recentes até 2007 o número de canções em línguas que não a inglesa tem descido, sendo os países da Europa Oriental e de Língua francesa quem mais cantam nas nuas línguas nativas. Em termos de desempenho nos Festivais recentes, a maioria das canções em línguas nativas tem tido muito menos sucesso que as canções em Inglês. Até 2017, a última canção vencedora que cantou numa língua que não a Inglesa foi a de Salvador Sobral, que cantou Amar pelos dois em Português em 2017. A canção vencedora de 2004, Wild Dances cantada por Ruslana, foi parcialmente cantada em Ucraniano. Depois de 2007 quando Marija Šerifović ganhou, cantando em Servio, o número de canções não-inglesas cresceu de novo em 2008. Quase metade dos cantores cantou na sua língua nativa.
Em alguns casos, as letras da canção são escritas e gravadas em duas versões diferentes (normalmente Inglês e uma língua nacional) ou numa única versão multi-linguística. Exemplos incluem:
- A Dinamarca, onde o procedimento nacional de selecção permite liberdade de linguagem, mas se a canção vencedora for em Dinamarquês, deve ser reescrita em Inglês para o Festival.
- A Suécia, onde, apesar de não haver uma regra oficial sobre as canções terem de ser traduzidas para o Inglês, a SVT normalmente exige que sejam.
- A ARJ da Macedónia, que teve um voto sobre se a sua canção de 2005 devia ser cantada em Inglês ou Macedónio.
- A França, cuja entrada em 2001 foi cantada parcialmente em Francês e parcialmente em Inglês. A entrada de 2007 foi cantada em franglais.